# 김남수 (주교)
김남수(金南洙, 1922년 6월 4일 ~ 2002년 6월 1일), 세례명 안젤로는 한국의 가톨릭 성직자로서, 제2대 수원교구장을 지냈다.
만주 간도성 연길현 다조구(茶條溝) 대령동 멍개골 출신이다. 1937년 함남 덕원신학교에 입학하였고, 1948년 10월 15일 덕원신학교를 졸업하며 사제 수품하였다. 1950년 로마 우르바노 대학교에서 석사 학위를 받고 1952년에는 동 대학에서 신학박사 학위를 취득했다. 1953년 4월 귀국하여 왜관본당 보좌신부와 순심중학교 교사로 있다가 1955년 4월 순심고등학교 교장으로 임명되었다.
1966년 한국인 사제로서는 처음으로 한국 주교회의와 한국천주교중앙협의회 사무총장으로 임명되었고, 1974년 10월 5일 교황 바오로 6세로부터 수원교구장에 임명되어 그해 11월 21일 주교 성성(成聖)과 동시에 착좌했다. 1977년 군종신부단 총재, 1979년 한국외방선교단 총재 등을 역임했고, 1997년 6월 4일 교회법에 따라 교구장직에서 물러났다(후임 최덕기 주교). 2002년 6월 1일 선종하였다.